# شامخ الشندويلي
شامخ الشندويلي (27 أغسطس 1962 -) هو مؤلف ومعد برامج كوميدية بالتلفزيون المصري.

## حياته ونشأته
هو المؤلف الذي ارتبط اسمه بالبرامج الكوميدية الناجحة والشهيرة التي كانت نقطة انطلاقة كبرى لفنانين مثل إبراهيم نصر وحسين الإمام وغيرهما فهو صاحب البرامج الكوميدية الشهيرة جداً في مصر والعالم العربي مثل زكية زكرية برنامج المقالب الشهير الذي قدم شخصية زكية زكريا التي حققت نجاحا ضخماَ وعلى أساس هذا النجاح قدمت في مسرحيتين من تأليفه هما زكية زكرية والعصابة المفترية على مسرح البالون وحققت دخلا ماليا خيالياً في تاريخ مسرح الدولة، والمسرحية الثانية هي زكية زكريا تتحدى شارون على مسرح قصر النيل، كما قدمت الشخصيتين في فيلم سنمائي من تأليفه كذلك هو زكية زكريا في البرلمان،  وصنعت لها عرائس تتحرك وتتكلم كما استخدمت في كتب الأطفال.

## مسيرته
استمر نجاح شامخ الشندويلي في تقديم برامج الكاميرا الخفية لاثنتي عشرة سنة متتالية قدم خلالها كذلك البرنامج الذي حقق نجاحاَ ساحقاً حسين على الهوا وبوليكا في بيت كاريكا وغيرهما. شامخ الشندويلي هو مؤلف مسلسل الأطفال الشهير عمو فؤاد والذي كتبه بالاشتراك مع شقيقه فداء الشندويلي لمدة 11 سنة متتالية وهو المسلسل الأشهر في تاريخ مسلسلات الأطفال في مصر وله العديد من المؤلفات الإذاعية. شامخ الشندويلي شاعر غنائي وعضو في جمعية المؤلفين والملحنين بمصر وفرنسا وعضو اتحاد الكتاب وعضو نقابة المهن السينمائية وحائز على عدة جوائز حيث حاز عمله (الحيوان في القرآن) على الميدالية الذهبية في مهرجان القاهرة الدولي للإذاعة والتليفزيون 1997 وحصل قبلها عام 1989 على المرتبة الأولى في جائزة سوزان مبارك في أدب الأطفال وله عدة مسلسلات للكبار والصغار أذيع معظمها على الفضائيات مثل مسلسل حلال المشاكل (فؤاد المهندس وهالة فاخر) والمسلسل الكوميدي تعيش وتاخد غيرها.

## مؤلفاته
له عدة كتب فيها قصص للأطفال مثل الطائر الأزرق ومجموعة الحصان الطائش وله كذلك كتابات للأطفال بالإنجليزية.
وهو من مواليد مدينة الإسكندرية في 27/8/1962 وهو نجل وتلميذ والده الشاعر مصطفى الشندويلي الذي توفى عام 1994.
- توثيق: كتاب الطائر الأزرق رقم الإيداع بدار الكتب المصرية 8550/1989
- توثيق: مجموعة الحصان الطائش رقم الإيداع بدار الكتب المصرية 3817/2003
- زكية زكريا على يوتيوب
- حسين على الهوا على يوتيوب
- بوليكة في بيت كاريكا على يوتيوب
- مشاهدة-فيلم زكية زكريا في البرلمان